# Rudolf Böhm (Politiker)
Rudolf Böhm (geboren 15. Januar 1913 in Budigsdorf, Österreich-Ungarn; gestorben 16. Januar 1995 in Stuttgart) war ein deutscher Jurist und Politiker (GB/BHE).

## Leben
Nach dem Besuch der Volksschule und des Realgymnasiums nahm Böhm 1932 ein Studium der Rechts- und Staatswissenschaften an der Deutschen Universität in Prag auf, welches er 1937 mit der Promotion beendete. Im Anschluss arbeitete er zunächst bei einem Rechtsanwalt in Prag. 1937/38 war er im tschechoslowakischen Verwaltungsdienst tätig.
Nach der Annexion des Sudetenlands durch das Deutsche Reich beantragte Böhm am 15. Januar 1939 die Aufnahme in die NSDAP und wurde rückwirkend zum 1. Dezember 1938 aufgenommen (Mitgliedsnummer 6.433.906). Ab 1939 absolvierte Böhm ein Rechtsreferendariat in Stuttgart. 1940 bestand er das zweite juristische Staatsexamen in Berlin. Von 1940 bis 1945 leistete er Wehrdienst und nahm als Soldat am Zweiten Weltkrieg teil.
Nach dem Kriegsende befand Böhm sich zunächst in tschechoslowakischer Internierungshaft. Er wurde 1946 entlassen und aus der Tschechoslowakei ausgewiesen. Anschließend siedelte er als Heimatvertriebener nach Westdeutschland über und ließ sich im Oberlahnkreis nieder.
Böhm engagierte sich in Vertriebenenorganisationen und war Mitglied des GB/BHE. Bereits vor dessen Gründung hatte er bei der Bundestagswahl 1949 erfolglos im Wahlkreis Obertaunuskreis kandidiert. Vom 1. Dezember 1950 bis zum 30. November 1954 gehörte er dem hessischen Landtag an. Der Landtag wählte ihn zum Mitglied der zweiten Bundesversammlung, die 1954 Theodor Heuss als Bundespräsident wiederwählte.